# Serge VII de Naples
Serge VII de Naples (né vers 1100 – mort au combat en 1137) est le dernier duc de Naples de 1120 (ou 1123) à  1137.

## Biographie

### Origines
Serge VII est le fils aîné et successeur du duc Jean VI, mort entre décembre 1120 et avril 1123. Par sa mère Ève, dite (ou rebaptisée) Anne, Serge est le petit-fils de Godefroi Ridel, un aventurier normand qui avait combattu les musulmans en Sicile avant de devenir duc de Gaète en 1068.

### Début de règne

L'Italie méridionale en 1112.

Adolescent, son père l'associe au pouvoir, au plus tard en 1114, où il apparaît dans une charte datée du 3 mars de cette année.
En 1129, se sentant menacé par la montée en puissance du comte Roger II de Sicile qui revendique notamment le duché d'Apulie, Serge VII signe un traité d'alliance avec le duc Richard III de Gaète. Mais lorsque Roger II devient roi de Sicile en 1130, Serge n'ose lui résister et se soumet à son autorité.
Il soutient en 1134 la révolte de deux opposants à Roger II : le prince Robert II de Capoue et le comte Rainulf d'Alife.

### Siège de Naples
En 1135, Serge VII est assiégé dans Naples par le roi Roger II qui, ordonnant à ses troupes la destruction des moissons, des arbres et des vignes, réduit la cité à la famine. Les Napolitains, préférant mourir de faim plutôt que de se soumettre à un « méchant roi » selon Falcon de Bénévent, résistent pendant que Serge parvient à quitter la ville pour se rendre à Pise dans le but d'obtenir des renforts. Peu après son retour en mars 1136, Naples est ravitaillée par le prince de Capoue qui, par mer, réussit à amener un important convoi de vivres : grâce à ces secours, les assiégés peuvent poursuivre leur résistance, soutenus également par l'espoir de voir bientôt arriver l'empereur germanique Lothaire III, poussé par le pape Innocent II et par l'empereur byzantin Jean II Comnène à attaquer le roi de Sicile. Devant la menace, Roger II lève le siège au début de l'année 1137. Cependant, les troupes impériales, accablées par la chaleur et la maladie, décident d'abandonner le sud de l'Italie. Serge décide alors de se soumettre une nouvelle fois au roi de Sicile.

### Bataille de Rignano
Le 30 octobre 1137, Serge VII est tué lors de la bataille de Rignano où Roger II est battu par Rainulf d'Alife, devenu duc d'Apulie avec le soutien du pape Innocent II et de l'empereur Lothaire de Supplinbourg, ennemis du roi Roger.
Mort sans héritier, le duché de Naples est annexé par le roi de Sicile qui placera en 1139 son fils Alphonse à sa tête.

## Sources primaires
- Alexandre de Telese, De Rebus Gestis Rogerii Siciliae Regis
- Falcon de Bénévent, Chronicon Beneventanum

## Sources secondaires
- Ferdinand Chalandon, Histoire de la domination normande en Italie et en Sicile, tome II, Paris, Librairie A. Picard et fils, 1907.
- Pierre Aubé, Roger II de Sicile, Payot, 2001.  (ISBN 2228894141)
- Patricia Skinner, Family Power in Southern Italy : The Duchy of Gaeta and Its Neighbours, 850-1139, Cambridge University Press, 2003.  (ISBN 0521522056)